# Wysoczyzna Lubartowska
Wysoczyzna Lubartowska lub Równina Lubartowska (318.98) – mezoregion fizycznogeograficzny we wschodniej Polsce, stanowiący południową część Niziny Południowopodlaskiej. Region graniczy od zachodu z Doliną Środkowej Wisły, od północy z Pradoliną Wieprza, od wschodu z Równiną Parczewską, Zaklęsłością Sosnowicką i Równiną Łęczyńsko-Włodawską, a od południa z Płaskowyżem Świdnickim, Płaskowyżem Nałęczowskim i Małopolskim Przełomem Wisły, stanowiącymi lessową krawędź Wyżyny Lubelskiej. Region leży w całości w obrębie województwa lubelskiego i bierze swą nazwę od miasta Lubartów.
Wysoczyzna Lubartowska (powierzchnia ok. 1219 km²) jest zdenudowaną równiną morenową, osiągającą wysokości od 170-180 do maksymalnie 200 m n.p.m. Na Wysoczyźnie Lubartowskiej występują polodowcowe ostańce żwirowe. Przez teren regionu przepływa rzeka Wieprz, a na północnym wschodzie leżą jego dwa główne jeziora: Firlej i Kunów (na Obszarze Chronionego Krajobrazu Pradoliny Wieprza).
W 1990 roku na południe od Lubartowa utworzono Kozłowiecki Park Krajobrazowy, a na zachód od miasta – Obszar Chronionego Krajobrazu Kozi Bór.
Głównym ośrodkiem miejskim regionu jest Lubartów, na południowo-zachodnim skraju leżą częściowo Puławy. Inne ważniejsze miejscowości regionu to: Niemce, Kurów, Końskowola, Kamionka, Czemierniki, Żyrzyn, Firlej, Abramów, Niedźwiada, Spiczyn, Serniki i Ostrówek.
Wysoczyzna Lubartowska rozpościera się na terenie gmin: Żyrzyn, Baranów, Michów, Firlej, Ostrówek, Czemierniki, Siemień, Niedźwiada, Lubartów, Kamionka, Abramów, Puławy, Końskowola, Kurów, Markuszów, Garbów, Niemce, Serniki, Ostrów Lubelski, Spiczyn i Wólka.